# Футбольная ассоциация Финляндии
Футбольная ассоциация Финляндии (фин. Suomen Palloliitto ry (SPL), швед. Finlands Bollförbund rf (FBF)) — ассоциация, осуществляющая контроль и управление футболом в Финляндии. Штаб-квартира расположена в столице Хельсинки. Основана в 1907 году, член ФИФА с 1908 года, а УЕФА с 1954 года. Ассоциация организовывает деятельность и осуществляет руководство национальными сборными по футболу, включая главную национальную сборную и женскую сборную по футболу.
До 1972 года ассоциация осуществляла контроль и управляла хоккеем с мячом.